# Бубнов, Александр Павлович
Алекса́ндр Па́влович Бу́бнов (20 февраля [4 марта] 1908, Тифлис, Российская империя — 30 июля 1964, Москва, СССР) — советский живописец.
Член-корреспондент АХ СССР (1954). Заслуженный деятель искусств РСФСР (1954). Лауреат Сталинской премии второй степени (1948).

## Биография
Родился 20 февраля (4 марта) 1908 года в Тифлисе (ныне Тбилиси, Грузия). В 1919 некоторое время учился в художественной школе Аткарска (Саратовская губерния). После закрытия школы в связи с событиями гражданской войны продолжал заниматься рисованием в частном порядке со школьным учителем Н. Я. Фёдоровым.
Учился в московском Вхутеине (1926—1930). Главным образом он жанрист и исторический живописец. Для творчества А. П. Бубнова в зрелый период характерны широкая живописная манера, мажорная звучность цвета, стремление в изображении повседневных явлений советской действительности выразить новые и значительные черты жизни народа.
Наиболее известные произведения: «Октябрины» (1936, Ульяновский художественный музей); «Утро на Куликовом поле» (1943—1947), «Вечер на пашне» (1959—1960) — оба в ГТГ; «На поле» (1959—1960, ГРМ), «Осень» (1961—1962, Казахская художественная галерея имени Т. Г. Шевченко, Алма-Ата); иллюстрации к произведениям Н. В. Гоголя, Т. Г. Шевченко, А. С. Пушкина и другие.
Дети: Бубнов, Василий Александрович, заслуженный художник РФ, академик РАХ, Алексей Бубнов, художник. Внучки — художник-монументалист Бубнова, Екатерина Васильевна, скульптор Алиса Васильевна Бубнова-Цицианова, театральный художник Анна Алексеевна Бубнова
Умер 30 июля 1964 года. Похоронен в Москве на Новодевичьем кладбище (участок № 6).

## Награды и премии
- Сталинская премия второй степени (1948) — за картину «Утро на Куликовом поле»
- заслуженный деятель искусств РСФСР (1954)
- Почтовая марка СССР. 1980. А. Бубнов. Утро на Куликовом поле.Бронзовая медаль Всемирной выставки в Брюсселе (1958)

## Музей
4 марта 2013 года в городе Аткарске открылся художественно-этнографический музей имени А. П. Бубнова. В музее собраны личные вещи художника, некоторые из его работ, многочисленные свидетельства и воспоминания его современников.